# Tylopilus hayatae
Tylopilus hayatae — вид грибів родини болетових (Boletaceae). Описаний у 2020 році.

## Поширення
Ендемік Мексики. Виявлений у реліктовому буковому лісі (Fagus grandifolia subsp. mexicana) у горах Східна Сьєрра-Мадре в штаті Ідальго на сході країни.